# Karl Friedrich von Derschau
Karl Friedrich von Derschau (* März 1699; † 5. August 1753 in Burg) war ein preußischer Generalmajor und Chef des Füsilier-Regiments Nr. 47.

## Leben
Karl Friedrich entstammte dem preußisch-kurländischem Adelsgeschlecht von Derschau. Sein Vater war Bernhard von Derschau (1667–1742) Erbherr auf Woninenheim (= Woninkeim, polnisch Wanikajmy) und Mamlack (polnisch Majmławki) 1715 ging er in preußische Dienste. Da er eine sehr große Person war, kam er zum Leibregiment des preußischen Königs Friedrich Wilhelm I. (Preußen) in Potsdam. Er wurde am 12. März 1717 Fähnrich, am 7. April 1721 Sekondeleutnant und am 25. Februar 1725 Premierleutnant. Am 1. Juli 1730 folgte die Ernennung zum Stabshauptmann und am 1. August 1735 erhielt er seine eigene Kompanie. Als 1740 Friedrich II. König wurde, reformierte er die Armee und so kam Derschau am 25. Juni 1740 als Oberst und Kommandeur zum Füsilier-Regiment „Persode“. Als aber das Regiment Nr. 40 aus Sachsen-Eisenach in preußische Dienste kam, wurde er dorthin als Kommandeur hin versetzt.
Es war in Magdeburg stationiert und mit dem Beginn des Ersten Schlesischen Krieges führte er das Regiment über Berlin nach Breslau. Am 18. August 1744 während des Zweiten Schlesischen Krieges marschierte er erneut, dieses Mal zu Belagerung von Prag und zur Eroberung von Tabor, Budweis und Frauenburg. Das Regiment wurde zunächst in Budweis und Frauenburg stationiert, aber bald dort von den Österreichern eingeschlossen. Die Einheiten verteidigten ihre Stellungen aber als klar war, dass kein Entsatz kommen würde musste er sich am 22. Oktober ergeben. Die Truppen wurden dann in Neuhaus in Böhmen interniert, aber bereits 1745 wieder ausgetauscht. Es kam zunächst nach Liegnitz. Nach dem Friedensschluss ging es am 19. Januar 1746 als Garnison nach Breslau und wurde dort wieder aufgefüllt Am 23. Februar 1747 bekam er das Füsilier-Regiment „Hessen-Darmstadt“. Am 25. Mai 1747 erhielt er die Berufung zum Generalmajor, mit dem Patent vom 1. Dezember 1743. Er starb am 5. August 1753 in Burg.

## Familie
Er war seit dem 6. Januar 1733 Johanna Elisabeth Maria Marschall von Herrengosserstedt (1704–1749), die Tochter von Ludwig Ernst Marschall von Herrengosserstedt, Erbmarschall von Thüringen und kursächsischer Generalwachtmeister und Oberaufseher der Grafschaft Henneberg. Es überlebten vier Söhne und zwei Töchter:
- Sophia Caroline Johanna ⚭ 1746 Karl von Borcke, Erbherr von Falkenburg
- Fredrica Wilhelmine Elisabeth, Nonne im Stift Wolmirstedt
- Friedrich Wilhelm Bernhard (* 1736), preußischer Offizier
- Luise Albertine Maria ⚭ Sachsen-Hildburger Oberstleutnant Spiller von Mitterberg
- Friedrich Heinrich Leopold Wilhelm († 15. August 1760 bei Liegnitz), preußischer Fähnrich
- Karl Friedrich (* 1745), preußischer Offizier